# 33.ª Divisão de Infantaria (Alemanha)
A 33ª Divisão de infantaria (em alemão:33. Infanterie-Division) foi uma unidade militar que serviu no Exército alemão durante a Segunda Guerra Mundial. A unidade foi formada no dia 1 de abril de 1936 como parte da 1ª Onda (em alemão:1. Welle)..

## Comandantes
| Comandante                                      | Data                                           |
| ----------------------------------------------- | ---------------------------------------------- |
| Generalmajor Eugen Ritter von Schobert          | (6 de março de 1936 - 3 de fevereiro de 1938)  |
| General der Artillerie Hermann Ritter von Speck | (1 de março de 1938 - 29 de abril de 1940)     |
| Generalleutnant Rudolf Sintzenich               | (29 de abril de 1940 - 5 de outubro de 1940)   |
| General der Panzertruppen Friedrich Kühn        | (5 de outubro de 1940 - 1 de novembro de 1940) |

## Área de operações
| Alemanha | (setembro de 1939 - de maio de 1940) |
| França   | (maio de 1940 - de novembro de 1940) |

## Ordem de Batalha
1 de abril de 1936
Infanterie-Regiment 110 (Stab, I.-III.)
Pionier-Bataillon 33
6 de outubro de 1936
Infanterie-Regiment 104 (Stab, I.-III.)
Infanterie-Regiment 110 (Stab, I.-III.)
Infanterie-Regiment 115 (Stab, I.-III.)
Artillerie-Regiment 33 (Stab, I.-II.)
Artillerie-Regiment 69 (I.)
Pionier-Bataillon 33
Panzerabwehr-Abteilung 33
Infanterie-Divisions-Nachrichten-Abteilung 33
12 de outubro de 1937
Infanterie-Regiment 104 (Stab, I.-III.)
Infanterie-Regiment 110 (Stab, I.-III.)
Infanterie-Regiment 115 (Stab, I.-III.)
Artillerie-Regiment 33 (Stab, I.-III.)
Artillerie-Regiment 69 (I.)
Beobachtungs-Abteilung 33
Pionier-Bataillon 33
Panzerabwehr-Abteilung 33
Infanterie-Divisions-Nachrichten-Abteilung 33
10 de novembro de 1938
Infanterie-Regiment 104 (Stab, I.-III., Erg.)
Infanterie-Regiment 110 (Stab, I.-III., Erg.)
Infanterie-Regiment 115 (Stab, I.-III., Erg.)
Artillerie-Regiment 33 (Stab, I.-III.)
Artillerie-Regiment 69 (Stab, I., II.)
Beobachtungs-Abteilung 33
Pionier-Bataillon 33
Panzerabwehr-Abteilung 33
Infanterie-Divisions-Nachrichten-Abteilung 33
Kraftfahr-Abteilung 12
setembro de 1939
Infanterie-Regiment 104 (Stab, I.-III.)
Infanterie-Regiment 110 (Stab, I.-III.)
Infanterie-Regiment 115 (Stab, I.-III.)
Artillerie-Regiment 33 (Stab, I.-III.)
Artillerie-Regiment 69 (I.)
Beobachtungs-Abteilung 33
Pionier-Bataillon 33
Aufklärungs-Abteilung 33
Panzerabwehr-Abteilung 33
Infanterie-Divisions-Nachrichten-Abteilung 33
Feldersatz-Bataillon 33
Infanterie-Divisions-Nachschubführer 33
maio de 1940
Infanterie-Regiment 104 (Stab, I.-III.)
Infanterie-Regiment 110 (Stab, I.-III.)
Infanterie-Regiment 115 (Stab, I.-III.)
Artillerie-Regiment 33 (Stab, I.-III.)
Artillerie-Regiment 69 (I.)
Pionier-Bataillon 33
Aufklärungs-Abteilung 33
Panzerjäger-Abteilung 33
Infanterie-Divisions-Nachrichten-Abteilung 33
Infanterie-Divisions-Nachschubführer 33